# Bardylis magnus
Bardylis magnus is een vliesvleugelig insect uit de familie Aphelinidae. De wetenschappelijke naam is voor het eerst geldig gepubliceerd in 1928 door Alexandre Arsène Girault. Het insect werd ontdekt in een bos in Taringa (Queensland), tegenwoordig een voorstad van Brisbane.